# 奥尔登斯沃特
奥尔登斯沃特（德語：Oldenswort）是德国石勒苏益格-荷尔斯泰因州北弗里斯兰县的一座城市，位于艾德河畔。

## 名人
- 费迪南德·滕尼斯：德国社会学奠基人